# Пинсент, Мэтью
Сэр Мэттью Клайв Пинсент (англ. Sir Matthew Clive Pinsent, род. 10 октября 1970[…], Холт, Норфолк) — британский гребец, многократный олимпийский чемпион и чемпион мира. Командор ордена Британской империи и рыцарь-бакалавр.
4-кратный олимпийский чемпион: 1992, 1996 — двойка без рулевого, 2000, 2004 — четвёрка без рулевого.
10-кратный чемпион мира: 1991, 1993—1995, 2001—2002 — двойка без рулевого, 1997—1999 — четвёрка без рулевого, 2001 — двойка с рулевым;

 бронзовый призёр 1989 — четвёрка с рулевым, 1990 — двойка без рулевого.
В 1990—1996 выступал в двойке со Стивом Редгрейвом.
Завершил спортивную карьеру в конце 2004 года.
В 2001—2004 — член МОК от спортсменов.